# Ротонда (геометрія)
| Множина ротонд              | Множина ротонд                                                                                      |
| --------------------------- | --------------------------------------------------------------------------------------------------- |
| Семисхила ротонда (приклад) | |
| Тип                         | Множина ротонд                                                                                      |
| Граней                      | 3n+2: 1 правильний n-кутник, 1 правильний 2n-кутник, n п'ятикутників, 2n рівнобедрених трикутників. |
| Ребер                       | 7n                                                                                                  |
| Вершин                      | 4n                                                                                                  |
| Характеристика Ейлера       | {\displaystyle \chi =\Gamma -{\hbox{P}}+{\hbox{B}}=2}                                               |
| Група симетрії              | Cnv, [n], (*nn), порядок 2n (Циклічна симетрія n-Піраміди)                                          |
| Група поворотів             | Cn, [n]+, (nn), порядок n                                                                           |
| Дуальний многогранник       | ?                                                                                                   |
| Властивості                 | опуклий                                                                                             |

Ротонда (n‒схила ротонда) — тіло, утворене з'єднанням двох багатокутників (що лежать в паралельних площинах), з яких один (основа) має вдвічі більше сторін, порівняно з іншим (верхня грань). З'єднання основ здійснюється рівнобедреними трикутниками і п'ятикутниками.
n-схила ротонда  — багатогранник, що складається з правильного 2n-кутника (нижня основа ротонди), правильного n-кутника (верхня грань, що паралельна основі), та бічної смуги з n п'ятикутників та 2n рівнобедрених трикутників.
Паралельні грані основ коаксікальні, тобто мають спільну вісь.Сторони верхньої грані паралельні n сторонам (через одну) нижньої грані, а її вершини відповідають серединам інших n  сторін нижньої грані. 
Бокові п'ятикутні грані мають щонайменше чотири рівні сторони; сполучають сторону  (через одну) нижньої грані з вершиною верхньої грані. 
n рівнобедрених трикутників кріпляться основою до сторін верхньої грані, інші n рівнобедрених трикутників, відповідно, — до сторін нижньої грані. Таким чином, бічна смуга n-схилої ротонди складається з n п'ятикутників, розділених n парами рівнобедрених трикутників.
n-схилі ротонди за будовою споріднені з n-схилими куполами, з різницею в будові бічної смуги:
‒ в куполах чергуються прямокутники та рівнобедрені трикутники;
‒ в ротондах чергуються п'ятикутники та пари рівнобедрених трикутників.
n-схила ротонда має вісь симетрії порядку n, що проходить через центри основ, а також n площин дзеркальної симетрії, що проходять через вісь ротонди та середини сторін нижньої основи.
Дві ротонди можуть бути з'єднані по їх нижній основі, утворюючи багатогранник біротонду.
Ротонди і біротонди існують як нескінченні множини багатогранників, так само, як множини куполів, бікуполів, пірамід, біпірамід, призм , антипризм, трапецоедрів та ін.

## Приклади
| 3                | 4                   | 5                  | 6                  | 7                 | 8                   |
| ---------------- | ------------------- | ------------------ | ------------------ | ----------------- | ------------------- |
| Трисхила ротонда | Чотирисхила ротонда | П'ятисхила ротонда | Шестисхила ротонда | Семисхила ротонда | Восьмисхила ротонда |

П'ятисхила ротонда   є рівносторонньою та правильногранною, а отже є одним з багатогранників Джонсона (J6).

## Зірчасті ротонди
| 5                                      | 7                                       | 9                                      | 11                                        |
| -------------------------------------- | --------------------------------------- | -------------------------------------- | ----------------------------------------- |
| Пентаграмна ротонда 5-зірчаста ротонда | Гептограммна ротонда 7-зірчаста ротонда | Еннеаграмна ротонда 9-зірчаста ротонда | Гендекаграмна ротонда 11-зірчаста ротонда |